# 고난역 (시가현)
고난역(일본어: 甲南駅, こうなんえき)은 일본 시가현 고카시에 있는 서일본 여객철도의 철도역이다.

## 역 구조
상대식 승강장 2면 2선 형태의 지상역이다. 열차 교행이 가능하다. 역사는 하행선 승강장 (2번 승강장) 쪽에 있으며, 1번 승강장과는 과선교로 연결되어 있다.
구사쓰역 관할권에 있으며, 낮 시간대에만 JR 서일본 교통 서비스 사원이 역 업무를 맡는다.

### 승강장
| 1 | ■ 구사쓰 선 | 쓰게 방면              |
| 2 | ■ 구사쓰 선 | 기부카와 · 구사쓰 방면 |

## 역세권 정보
- 소마강

## 역사
- 1890년 2월 19일 - 간사이 철도의 쓰게 역 ~ 미쿠모역 구간 개통과 동시에 후카와 역으로 개업.
- 1907년 10월 1일 - 간사이 철도의 국유화에 따라 국유철도의 역이 되었다.
- 1956년 4월 10일 - 고난 역으로 개칭되었다.
- 1987년 4월 1일 - 민영화에 따라 동일본 여객철도의 소속이 되었다.

## 인접역
| 서일본 여객철도 구사쓰 선 | 서일본 여객철도 구사쓰 선 | 서일본 여객철도 구사쓰 선 |
| ------------------------- | ------------------------- | ------------------------- |
| 데라쇼 쓰게 방면          | ■ 구사쓰 선 보통          | 기부카와 구사쓰 방면      |